# Guillem de Torroja
Guillem de Torroja (... – Tarragona, 1174) è stato un arcivescovo cattolico spagnolo, vescovo di Barcellona (1144-1171) e arcivescovo metropolita di Tarragona (1171-1174).

## Biografia
Nell'anno 1149, come vescovo di Barcellona, partecipò alla presa di Lleida da parte dei Saraceni. Mantenne una buona amicizia con il conte di Barcellona Berengario IV e papa Alessandro III.
Il 17 luglio 1173, mentre era arcivescovo di Tarragona, firmò con il re Alfonso II d'Aragona una concordia sui diritti feudali. Ha accettato la revoca dell'esilio dei figli di Roberto di Tarragona.
Le sue spoglie riposano nella cappella di Santa Barbara della cattedrale di Tarragona.
Fratello di Arnoldo, Gran Maestro dell'Ordine dei Templari, il 21 febbraio 2018 viene annunciato il ritrovamento nell'area della chiesa di San Fermo di Verona della sua tomba. Da un'analisi preliminare, i resti sono quelli di un uomo sulla cinquantina vissuto circa sette secoli fa, che soffriva di mal di schiena e mal di denti. Insieme alle ossa, i resti di un abito di seta pregiata databile al XII secolo, oltre a quello che sembra un sudario, supportano ulteriormente l'identificazione. Il DNA delle ossa sarà confrontato con quello del fratello di Arnold, l'allora arcivescovo di Tarragona, Guillem.

## Successione apostolica
La successione apostolica è:
- Vescovo Bernat de Berga (1172)